# Избори за Европски парламент у Хрватској
Избори у Европском парламенту се у Хрваткој по правилу одржавају сваких пет година, колико траје мандат. Бирачи гласају за кандидате Европског парламента помоћу пропорционалне репрезентације, а систем који се користи за додељивање мандата јесте Д’Онтов систем.
Први европски избори у Хрватској одржани су 14. априла 2013. године, пре хрватског приступања ЕУ које се догодило 1. јула 2013. године. Мандат кандидатима који су тада изабрани у Европском парламенту је уместо пет година трајао само годину дана, јер су следећи европски избори одржани 2014.

## Законска регулатива
Не постоји јединствени изборни систем свих држава ЕУ за избор чланова Европског парламента, већ је свака држава чланица слободна изабрати изборни систем, уз поштовање три условима прописана Одлуком Већа ЕУ:
1. изборни систем мора примењивати систем размерног представништва,  било путем изборних листа или путем система преноса гласа.
2. изборно подручје мора бити подељено на изборне јединице, на начин који неће утицати на систем размерног представништва.
3. изборни цензус на националном нивоу мора бити 5%.

Хрватски законодавац прописао је закон о изборима у Европски парламент, те га је потом мењао (допуњивао) два пута:
- Закон о изборима заступника из Републике Хрватске у Европски парламент, из јула 2010.
- Закон о изменама и допунама Закона о изборима заступника из Републике Хрватске у Европски парламент, из фебруара 2013., ступио на снагу 1. марта 2013.[1]
- Закон о изменама и допунама Закона о избору чланова у Европски парламент из Републике Хрватске, изгласован новембра 2013., ступио на снагу децембра 2013.

Закон има 19 делова, који се својим садржајем битно не разликују у регулисању избора у Републики Хрватској, на пример из чланка 3:
— Закон о изборима заступника из Републике Хрватске у Европски парламент
Овакву реченицу садрже и већина осталих закона који регулишу изборе у Републици Хрватској, на пример:
- Закон о изборима заступника у Хрватски сабор, из новембра 2011., чланак 3.[2]
- Закон о локалним изборима, из децембра 2012., чланак 4.[3]
- Закон о избору председника Републике Хрватске, чланак 6.[4]

Избори за Европски парламент слични су изборима за председника РХ по две ствари, трајање мандата изабраника у оба случаја је пет година, те се гласа у једној изборној јединици, што у Закону о избору председника Републике Хрватске није експлицитно дефинисано, јер је саморазумљиво, а на изборима за ЕП дефинисано је реченицом чланка 23:
— Чланак 23
 чиме је испуњен горе наведен деуги услов Већа ЕУ.
Трећи услов Већа ЕУ испуњен је чланком 25:
— Чланак 25
Први услов Већа ЕУ (систем размерног представништва) испуњен је чланком 26:
— Чланак 26